# Cordyline australis
Cordyline australis (G.Forst.) Endl., conhecida pelos nomes comuns de cordiline e palma-dracena (Tī kāuka ou Tī rākau em língua maori), é uma espécie de plantas com flor monocotiledónea, endémica da Nova Zelândia, mas profusamente distribuída por todas as regiões subtropicais e temperadas do mundo como planta ornamental.

## Taxonomia
A espécie Cordyline australis foi descrita por (G.Forst.) Endl. e publicada em The Gardeners' Chronicle & Agricultural Gazette 792. 1860.
A etimologia do nome genérico Cordyline deriva da palavra grega kordyle que significa "bastão", uma referência aos caules subterrâneos que formam os rizomas. O epíteto específico australis deriva do termo latino que significa "do sul".
A espécie apresenta um variada sinonímia que inclui:
- Dracaena australis G.Forst., Fl. Ins. Austr.: 24 (1786).
- Charlwoodia australis (G.Forst.) G.Don in J.C.Loudon, Hort. Brit.: 130 (1830).
- Dracaenopsis australis (G.Forst.) Planch., Fl. Serres Jard. Eur. 6: 110 (1850).
- Terminalis australis (G.Forst.) Kuntze, Revis. Gen. Pl. 2: 716 (1891).
- Cordyline indivisa Regel, Gartenflora 1859: 331 (1859), nom. illeg.
- Cordyline superbiens K.Koch, Wochenschr. Gärtnerei Pflanzenk. 2: 381 (1859).
- Dracaenopsis calocoma H.Wendl., Bot. Zeitung (Berlin) 17: 277 (1859).
- Cordyline lentiginosa Linden & André, Ill. Hort. 17: t. 35 (1870).
- Cordyline veitchii Regel, Gartenflora 20: 149 (1871), nom. inval.
- Cordyline forsteri F.Muell., Select Pl.: 58 (1872).
- Cordyline calocoma (H.Wendl.) Baker, J. Linn. Soc., Bot. 14: 542 (1875).
- Cordyline sturmii Colenso, Trans. & Proc. New Zealand Inst. 15: 331 (1883).[6]